# Římskokatolická farnost Křešice u Litoměřic
Římskokatolická farnost Křešice u Litoměřic (lat. Krzeschicium) je církevní správní jednotka sdružující římské katolíky na území obce Křešice a v jejím okolí. Organizačně spadá do litoměřického vikariátu, který je jedním z 10 vikariátů litoměřické diecéze. Centrem farnosti je křešický kostel sv. Matouše; nicméně významným poutním kostelem v litoměřické diecézi je filiální kostel Navštívení Panny Marie v Křešicích, ke kterému patří cca 50 cm vysoký terakotový obraz Panny Marie Křešické, tzv. křešické paladium.

## Historie farnosti
První zmínka Křešicích se nachází v zakládací listině litoměřické kapituly v roce 1057, kdy byla lokalita pod duchovní správou kapituly sv. Štěpána. Původní farnost, tzv. „stará farnost“ či plebánie, existovala již ve 14. století. Tato původní farnost zanikla pravděpodobně v období husitských válek. Matriky byly v místě vedeny od roku 1663. Farnost byla nově zřízena v roce 1756.

### Duchovní správcové vedoucí farnost
Začátek působnosti jmenovaného v duchovní správě farnosti od roku:
- 1756 Josef Eschler
- 1762 Franc. Ign. Fritsch
- 1767 Christ. Palme
- 1770 František Piller
- 1776 Mathias Bugent, † 23. 5. 1806
- 1807 Josef Jagsch, nar. 28. 9. 1757 Tachov, o. 23. 12. 1779, † 29. 7. 1830
- 1831 Vincenc Zahradník, nar. 29. 12. 1790 Mladá Boleslav, o. 12. 8. 1813, † 31. 8. 1836
- 1837 Vinc. Heller, nar. 30. 1. 1803 Štětí, o. 2. 9. 1829
- 1852 (latinsky) par. vacat.[p 2], admin. int. František Trnka
- 1853 Anton. Drechsel, nar. 22. 10. 1810 Herrnsdorf. o. 3. 8. 1837, † 25. 10. 1884
- 1885 (latinsky) par. vacat.[p 2], admin. excurr. Josef Domin
- 1886 Josef Domin, nar. 14. 1. 1847 Květov, o. 15. 7. 1873, † 5. 8. 1909
- 1910 František Römer, nar. 2. 7. 1881 St. Město (Morava), o. 27. 2. 1904
- 1. 10. 1946 Alois Frajt
- 1. 9. 1952 Josef Mücke
- 7. 11. 1952 Václav Bošek
- 1. 3. 1953 Miroslav Jurčík
- 1. 2. 1957 Jan Netík
- 1. 9. 1957 Rudolf Kurek (Pražská arcid.)
- 1. 3. 1958 Václav Černý
- 1. 4. 1979 Jan Křepinský
- 1. 12. 1987 Antonín Danišovič OFM
- 1. 7. 1988 Oldřich Kolář
- 1. 2. 1990 Jaroslav Stříž, admin.; od 1. 1. 2019 farář[4]

Kromě kněží stojících v čele farnosti, působili ve farnosti v průběhu její historie i jiní kněží. Většinou pracovali jako farní vikáři, kaplani, katecheté, výpomocní duchovní aj.

#### Galerie duchovních

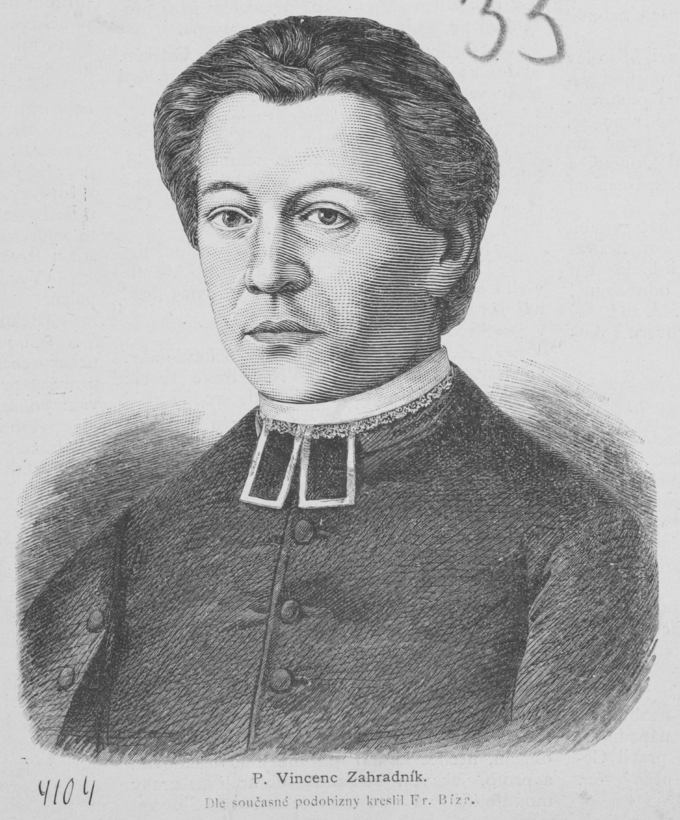
Vincenc Zahradník
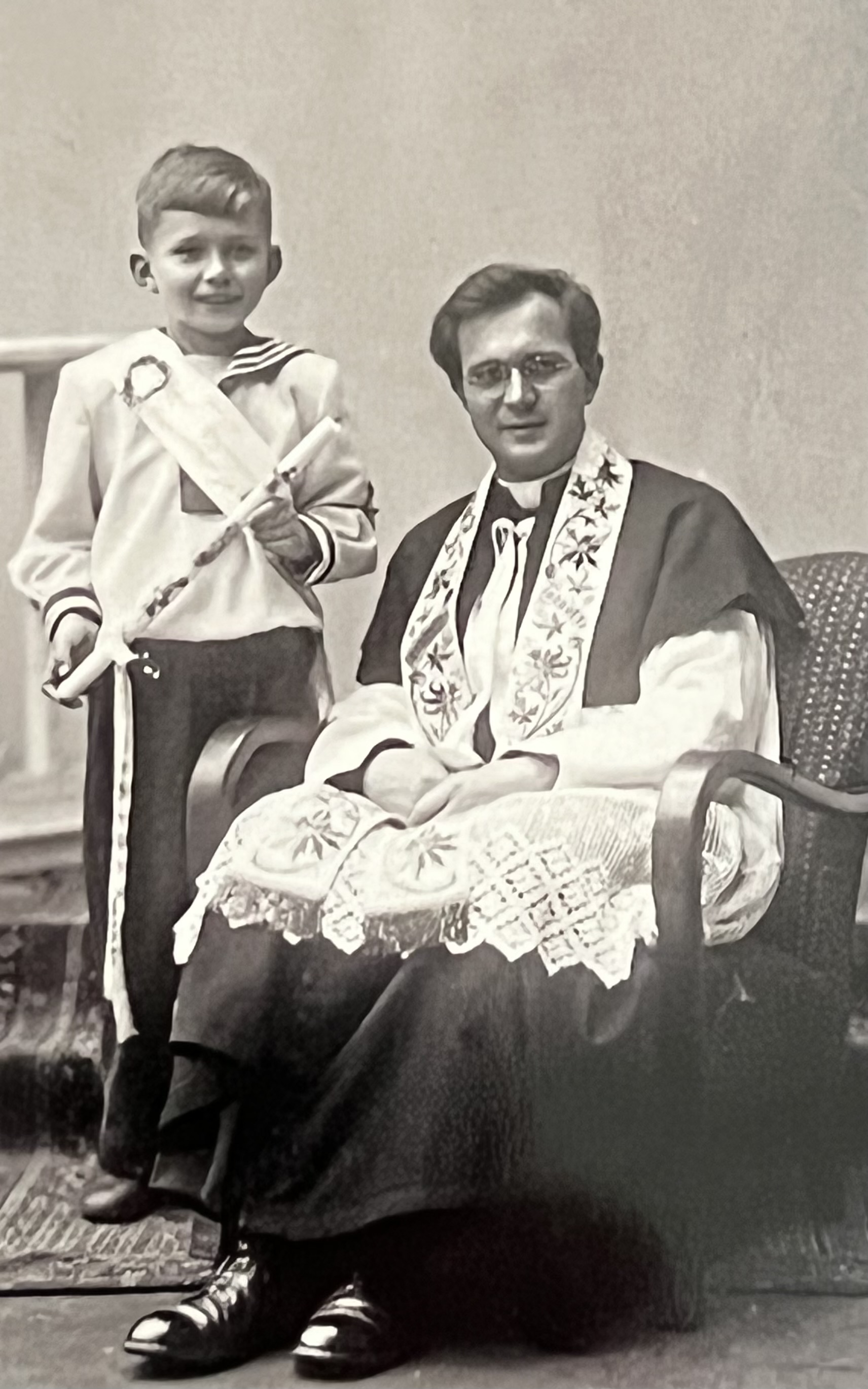
Alois Frajt
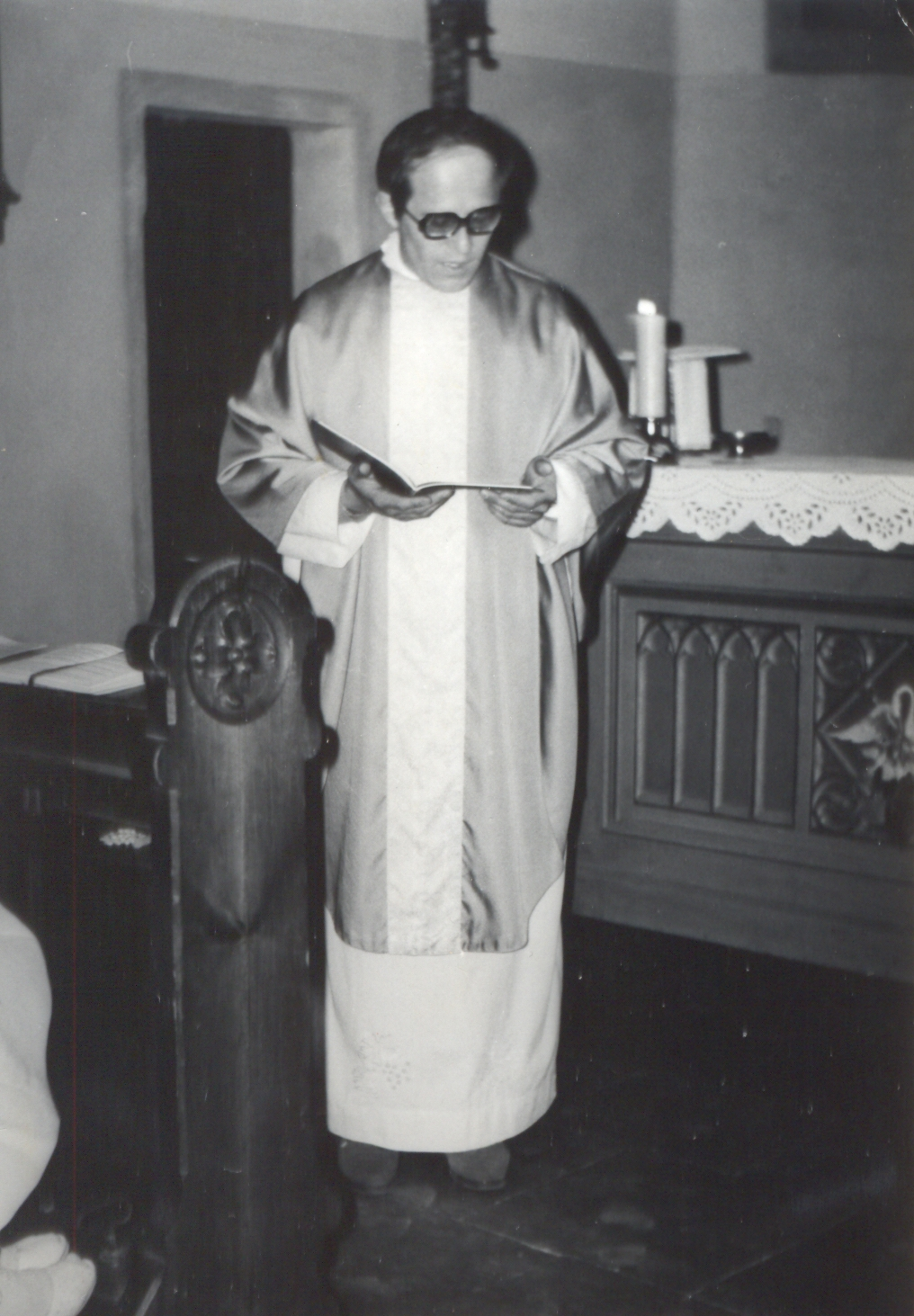
Jan Křepinský
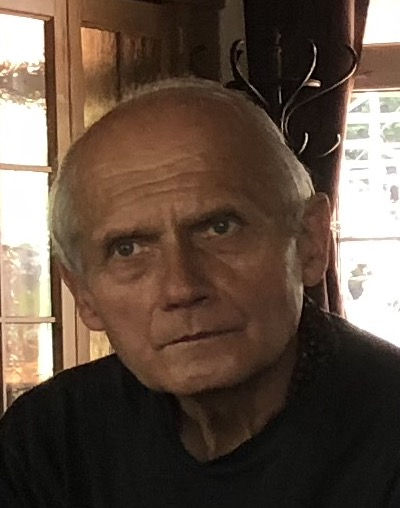
Jaroslav Stříž

## Území farnosti
Do farnosti náleží území těchto obcí:
- Křešice (Kreschitz[p 3])
- Nučnice (Gross Nutschnitz[p 3])
- Okna (Wocken[p 3])
- Třeboutice (Trzebautitz[p 3])

## Římskokatolické sakrální stavby na území farnosti
| | Fotografie | Stavba                        | Místo   | Bohoslužby                      | Zeměpisné souřadnice             | Status          | Číslo kulturní památky           |
| Kostely | Kostely    | Kostely                       | Kostely | Kostely                         | Kostely                          | Kostely         | Kostely                          |
| --- | ---------- | ----------------------------- | ------- | ------------------------------- | -------------------------------- | --------------- | -------------------------------- |
| 1. |            | Kostel sv. Matouše            | Křešice | bližší informace o bohoslužbách | 50°31′19″ s. š., 14°13′1″ v. d.  | farní kostel    | 28173/5-2104 (Pk•MIS•Sez•Obr•WD) |
| 2. |            | Kostel Navštívení Panny Marie | Křešice | bližší informace o bohoslužbách | 50°31′18″ s. š., 14°13′17″ v. d. | filiální kostel | 29568/5-2105 (Pk•MIS•Sez•Obr•WD) |
| Kaple |            |                               |         |                                 |                                  |                 |                                  |
| 3. |            | Kaple sv. Anny                | Okna    | bližší informace o bohoslužbách | 50°30′17″ s. š., 14°14′22″ v. d. | kaple           | —                                |
| Některé drobné sakrální stavby a pamětihodnosti lze dohledat zde v databázi Drobné sakrální památky Zaniklé sakrální stavby lze dohledat zde v databázi Poškozené a zničené kostely, kaple a synagogy v České republice |            |                               |         |                                 |                                  |                 |                                  |

Ve farnosti se mohou nacházet i další drobné sakrální stavby, místa římskokatolického kultu a pamětihodnosti, které neobsahuje tato tabulka.

## Farní obvod
Z důvodu efektivity duchovní správy byl vytvořen farní obvod (kolatura) sestávající z přidružených farností spravovaných excurrendo z Křešic. Jsou jimi farnosti (řazeno abecedně):
1. Římskokatolická farnost – děkanství Úštěk
2. Římskokatolická farnost Býčkovice
3. Římskokatolická farnost Konojedy
4. Římskokatolická farnost Levín
5. Římskokatolická farnost Liběšice u Litoměřic
6. Římskokatolická farnost Mukařov u Úštěka
7. Římskokatolická farnost Strážiště
8. Římskokatolická farnost Zahořany u Křešic

## Galerie

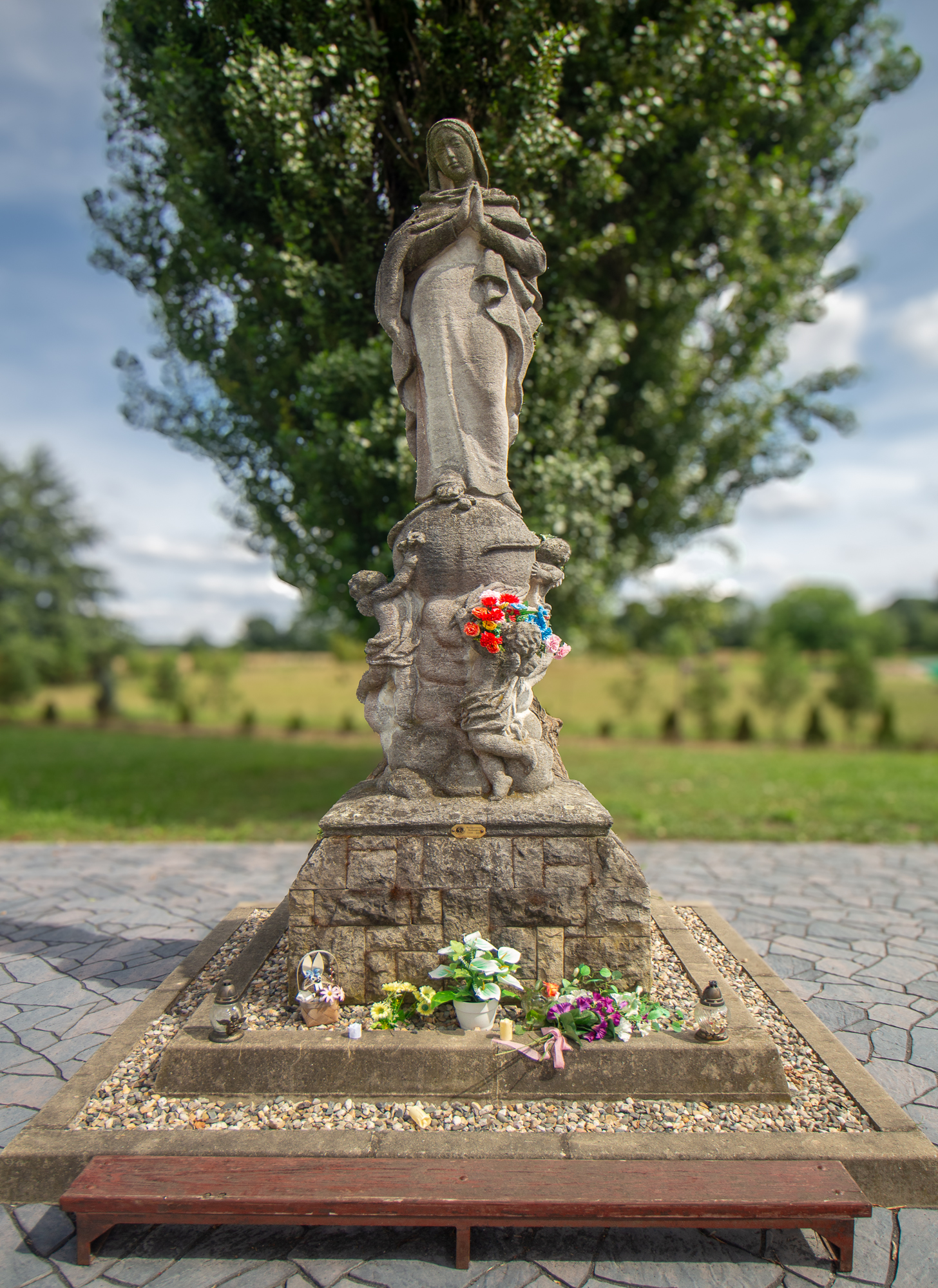
Socha Panny Marie v Křešicích
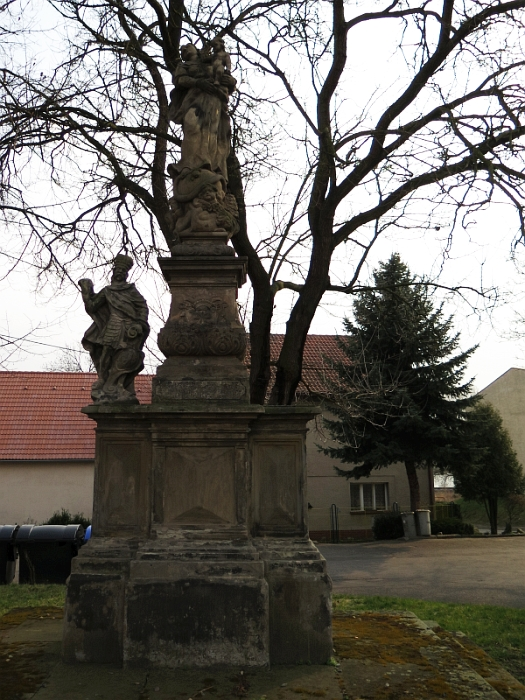
Sousoší Panny Marie, sv. Felixe a sv. Václava, Třeboutice